# جين جونغ
جين جونغ (بالصينية: 查良鏞) (و. 1924 – 2018 م) هو كاتب، وكاتب سيناريو، وصحفي، وروائي، ومالك صحيفة، وكاتب خيال علمي صيني، توفي عن عمر يناهز 94 عاماً.

## التعليم
تعلم في جامعة كامبريدج، وكلية سانت جونز.

## جوائز
حصل على جوائز منها:
- نيشان الامبراطورية البريطانية من رتبة ضابط (1980)[6][7]
- قائد الفنون والآداب
- وسام غراند باوهينيا (الصين)
- وسام جوقة الشرف من رتبة فارس.

## وصلات خارجية
- جين جونغ على موقع IMDb (الإنجليزية)
- جين جونغ على موقع الموسوعة البريطانية (الإنجليزية)
- جين جونغ على موقع قاعدة بيانات الفيلم (الإنجليزية)
- جين جونغ في قاعدة بيانات الأفلام على الإنترنت